# Pithecopus megacephalus
Pithecopus megacephalus es una especie de anfibios de la familia Phyllomedusidae. Es endémica de Brasil.